# Five Anniversaries
Five Anniversaries è una serie di brevi brani per pianoforte del compositore americano Leonard Bernstein e il terzo capitolo della serie di Anniversaries per pianoforte. Fu composto tra il 1949 e il 1951. È noto per presentare alcune delle idee musicali che sono state successivamente sviluppate in altre opere.

## Composizione
Gli Anniversaries di Bernstein sono brevi pezzi dedicati a diverse persone che hanno svolto ruoli diversi nella sua vita. Gli altri tre gruppi erano Seven Anniversaries (1942-1943), Four Anniversaries (1948) e Thirteen Anniversaries (1988). In genere, gli anniversari erano dedicati ad altri musicisti o persone importanti per il compositore. A differenza degli altri gruppi, i dedicatari di questa composizione sono per lo più amici meno conosciuti di Bernstein, ad eccezione del collega pianista e collaboratore Lukas Foss, con il quale Bernstein registrò per la prima volta la sua seconda sinfonia. Gli ultimi due movimenti sono stati dedicati ai figli degli amici. Sandy Gellhorn era il figlio adottivo di Martha Gellhorn e Susanna Kyle è la figlia di Betty Comden, nata nel 1949. Gli altri due erano Elizabeth Rudolf, la madre di un amico ed Elizabeth Ehrman, la madre dell'amico universitario Kenneth Ehrman.
L'intero gruppo è stato composto tra il 1949 e il 1951 ed è stato inizialmente pubblicato da Jalni Publications nel 1964, Amberson Holdings è il detentore del copyright e Boosey & Hawkes l'unico agente.

## Struttura
Questa serie di sette minuti di Anniversari è composta da cinque brevi movimenti. La lista dei movimenti è la seguente:
I For Elizabeth Rudolf (nata il 23 gennaio 1894). Allegretto
II For Lukas Foss (nato il 15 agosto 1922). Allegro con anima
III For Elizabeth B. Ehrman (nata il 22 gennaio 1883). Gaio
IV For Sandy Gellhorn (nata il 23 aprile 1951). Grazioso
VI For Susanna Kyle (nata il 24 luglio 1949). Pacificamente
I primi tre movimenti del gruppo includono musiche che Bernstein usò anni dopo nella Serenata dal "Simposio" di Platone, nel 1954. In particolare, Rudolf si trova nella sezione A del secondo movimento, Aristophanes; Foss appare nella sezione Si dello stesso movimento; infine nel finale si trova materiale di Ehrman, che inizia tre battute dopo il numero di chiamata 30. Gli ultimi due movimenti, invece, non sono legati alla Serenata di Bernstein. Gellhorn è un movimento veloce e jazz, unito da ritmi puntati e l'ultimo movimento, Kyle, è un movimento simile a Copland, che è stato utilizzato anche nel Preludio all'Atto II di Peter Pan, terminato nel 1950.